# Erik III. (Dänemark)

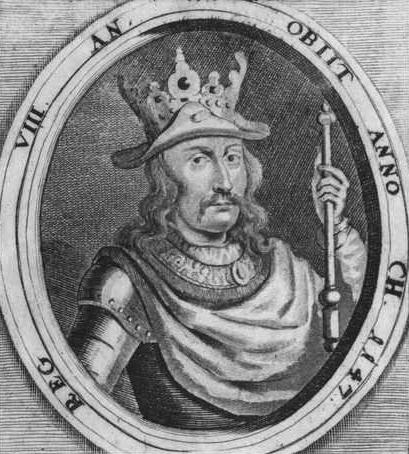
Erik III.

Erik III. Håkønssøn Lam (* um 1100–1105 auf Fünen; † 27. August 1146 in Odense) war von 1137 bis zu seiner Abdankung 1146 König von Dänemark. Er war der Sohn von Håkon Jarl und Ragnhild, der Tochter von Erik I. Ejegod (Immergut) aus dem Haus Estridsson, und damit Neffe von Erik II. Emune.
Erstmals in den Quellen erwähnt wird er bei der Schlacht bei Fodevig, wo er ein Kontingent Ritter im Heer seines Onkels Erik Emune anführte. Nachdem sein Onkel Erik II. Emune auf einem Thing in Urnehoved bei Ribe von dem Adligen Sorte Plov getötet worden war, trat Erik III. als ältester lebender männlicher Verwandter die Thronfolge an. Während seiner Regierungszeit herrschte die meiste Zeit Frieden, unterbrochen nur durch einen Feldzug gegen Oluf Haraldsson, den einzigen Sohn von Erik Emunes Bruder Harald Kesja, der 1135 der Ermordung durch Erik Emune entgangen war. Oluf erhob 1139 Anspruch auf den Thron, Erik konnte ihn aber 1141 nahe Helsingborg besiegen und töten. Dabei wurde er von Eskil von Lund unterstützt.
Erik Lam mischte sich auch in die Thronstreitigkeiten in Norwegen ein, als er 1139 dem vertriebenen König Magnus dem Blinden und dem Prätendenten Sigurd Slembe eine Flotte zur Verfügung stellte. Magnus und Sigurd unterlagen jedoch in der Schlacht von Holmengrå den Söhnen von Harald Gille.
Erik III. war der erste dänische König, der stark vom deutschen Kulturkreis geprägt war. Seine Kindheit verbrachte er im Umfeld deutscher Ritter, von denen er die Ideale der ritterlichen Gesellschaft für seine spätere Regierungszeit übernahm. Der Lösung vom Erzbistum Lund sollte wohl auch die 1144 geschlossene Ehe mit Luthgard von Salzwedel, der Schwester des Bremer Erzbischofs Hartwig I. von Stade aus dem Geschlecht der Udonen, dienen. Sie war kurz zuvor von Friedrich II. von Sommerschenburg geschieden worden. Die Ehe blieb vermutlich kinderlos und wurde 1146 aufgelöst. Nach Eriks Tod im folgenden Jahr schloss sie eine dritte Ehe mit dem geschiedenen Grafen Hermann II. von Winzenburg.
Zeitgenössische Chroniken widersprechen sich in den Berichten über die Regierungszeit Eriks, der manchmal als passiv und unentschlossen, dann wieder tapfer und kampflustig beschrieben wird. Sein Name Lam bedeutet „Lamm“, was hier eher als „sanft“ und „bescheiden“ gedeutet wird, denn als „lahm“ und damit schwach.
Der Grund für seine Abdankung, die bis 2024 einzige eines dänischen Königs, ist unbekannt. Er trat in das Sankt-Knud-Kloster in Odense ein und verstarb noch im selben Jahr an den Folgen einer Krankheit. Nach seinem Tod flammte der Bürgerkrieg zwischen den Nachfahren von König Niels und Erik Emune wieder auf.